# Terry (Mississippi)
Terry est une ville du comté de Hinds dans l'État du Mississippi. Elle comptait 1 063 habitants lors du recensement de 2010. Terry est située au sud-ouest de la capitale de l'État, Jackson.

## Histoire
La région qui allait devenir Terry fut occupée dès 1811 par des colons venus de la Virginie. La ville fut fondée en 1867 quand le chemin de fer arriva dans la région. La ville à l'origine s'appelait Dry Grove mais fut renommée en hommage à W. D. Terry qui possédait les terres sur lesquelles elle fut fondée.

## Personnalités liées à la ville
Terry est le lieu de naissance du blues-man Tommy Johnson.